# 楠本祐一
楠本　祐一（くすもと ゆういち、1947年〈昭和22年〉10月2日 - ）は、日本の外交官。ポーランド駐箚特命全権大使、特命全権大使（関西担当）を経て、掌典長。

## 経歴
京都府京都市出身。1971年（昭和46年）3月に同志社大学法学部を卒業し、同年4月外務省に入省する。
- 1972年（昭和47年）-在英国大使館外交官補（7月からロシア語研修）
- 1974年（昭和49年）-在ソ連大使館二等書記官（ロシア語研修（75年6月まで））
- 1980年（昭和55年）-外務省情報文化局文化第二課首席事務官
- 1981年（昭和56年）-外務省欧亜局ソヴィエト連邦課課長補佐
- 1982年（昭和57年）-在クウェート大使館一等書記官
- 1988年（昭和63年）-外務省科学課長
- 1989年（平成元年）-宮内庁侍従
- 1991年（平成3年）-外務省経済局国際エネルギー課長
- 1992年（平成4年）-在ロシア日本国大使館公使
- 1995年（平成7年）-経済協力開発機構日本政府代表部公使
- 1997年（平成9年）-外務省欧亜局審議官
- 1999年（平成11年）-在バンクーバー総領事
- 2001年（平成13年）-在ハバロフスク総領事
- 2004年（平成16年）-在ウズベキスタン特命全権大使
- 2007年（平成19年）-外務省儀典長
- 2009年（平成21年）-在ポーランド特命全権大使
- 2011年（平成23年）-特命全権大使（関西担当）・政府代表[* 1][* 2]
- 2012年（平成24年）- 依願退官
- 2012年（平成24年）9月 - 掌典次長[* 3]
- 2014年（平成26年）2月3日 - 掌典長就任[1]
- 2019年（令和元年）12月10日 - 掌典長退任[* 3]

## 栄典
- 令和02年（2020年）11月 - 瑞宝重光章[2]

## 同期
- 海老原紳（08年駐イギリス大使）
- 橋本逸男（09年東北大学公共政策大学院教授・04年駐ブルネイ大使・02年駐ラオス大使）
- 赤阪清隆（07年国際連合事務次長）
- 須田明夫（09年軍縮会議日本政府代表部大使・06年国際テロ対策担当大使・03年駐スリランカ大使）
- 桂誠（07年駐比大使・04年駐ラオス大使）
- 島内憲（06年駐ブラジル大使・04年駐スペイン大使）
- 小島高明（10年国際テロ対策担当担当大使・07年駐オーストラリア大使・04年駐シンガポール大使）
- 横田淳（12年経済担当大使兼イラク復興支援等調整担当大使・09年駐ベルギー大使・06年国際貿易・経済担当大使・04年駐イスラエル大使）
- 三田村秀人（10年駐ニュージーランド大使・07年駐ザンビア大使）
- 清水訓夫（09年防衛大学校教授・05年駐アルジェリア大使）
- 野呂元良（08年駐マラウイ大使）
- 皆川一夫（11年駐ウガンダ大使）
- 佐藤正晴（12年駐ニカラグア大使）

### サイト出典
1. ↑  “大使履歴”.   在ポーランド日本国大使館. 2010年1月19日時点のオリジナルよりアーカイブ。2011年6月4日閲覧。
2. ↑  “ポーランド大使に楠本氏”. 47NEWS (共同通信). (2009年8月4日).  オリジナルの2014年5月25日時点におけるアーカイブ。 2011年6月4日閲覧。
3. 1 2  “皇室の祭祀つかさどる掌典長が退任”. 産経ニュース (産経新聞社).  オリジナルの2023年1月15日時点におけるアーカイブ。 2023年6月9日閲覧。